# Абандон
Абандо́н (фр. abandon — отказ) — право страхователя заявить об отказе от своих прав на застрахованное имущество в пользу страховщика и получить полное страховое возмещение.
В морском праве (Франции, России и других государств) абандон означает отказ грузо- или судовладельца от своих прав на застрахованное имущество в пользу страховщика при обязательстве последнего уплатить полную страховую сумму.
По праву России заявление должно быть подано либо в течение 6 месяцев с момента наступления страхового случая, либо в пределах срока исковой давности для других видов страхования; оно является односторонним действием и не нуждается в подтверждении страховщика. В силу абандона к страховщику переходят все права на застрахованное имущество.
В ситуации, когда страховщик принял абандон и им была выплачена страховая сумма, но объект страхования в результате не погиб, страхователь обязан возвратить страховщику выплаченную им сумму и вступить в права владения сохранившимся имуществом.